# Джарек, Кеннет
Кеннет Джарек (англ. Kenneth Jarecke; (род. 1963) - американский фотожурналист, автор , редактор  и военный корреспондент. Он работал в более чем 80 странах, печатается в журналах LIFE, National Geographic, Sports Illustrated и других. Он является одним из основателей Contact Press Images.  Известен знаменитой фотографией сожженного иракского солдата, которая была опубликована в «Обозревателе» 10 марта 1991 года. В настоящее время он проживает на ранчо в штате Монтана, где воспитывает своих четверых детей со своей женой, сирийской иммигранткой и деловой женщиной Суад.

## Ранние годы
Родился в 1963 году в Фэрфаксе, штат Миссури. Джарек - старший из четырех детей Мелиссы и Бернарда Джарек. Детство провел в штате Небраска.
Начал фотографировать в 15 лет отцовской 35-мм камерой, бросив футбол, чтобы уделять больше времени новому занятию. Он окончил Высшую школу Уильяма Дженнингса Брайана в 1981 году в возрасте 18 лет. Его первое фото было опубликовано в этом году.  Затем он учился в университете штата Небраска в Омахе, где встретил свою будущую жену Суад.

## Карьера
Джарек переехал в Нью-Йорк, чтобы осуществить свою мечту стать фотожурналистом. Еще будучи подростком, Джарек приехал в Нью-Йорк с минимальным опытом и рассказал о своей встрече с редактором Sports Illustrated Барбарой Хинкль. Она призвала его начать снимать в цвете, а не в черно-белом. Он встретил Дэвида Бернетта и Роберта Плейджа из Contact Press Images на семинаре по фотографии.  Джарек стал одним из основателей Contact Press Images  и был назначен фотографировать Оливер Норт в начале слушаний Иран-контрас.  Журнал LIFE оценил некоторые его фотографии и нанял его для нескольких статей. В результате этой работы появились новые возможности.
Джарек был фотографом Белого дома в годы Рональда Рейгана. Он освещал демонстрации на площади Тяньаньмэнь, первую войну в Персидском заливе, и девять Олимпийских игр с 1988 года.

## Знаменитая фотография
В часы, предшествовавшие прекращению огня, которое положит конец первой войне в Персидском заливе, Джарек с военным офицером по общественным делам, находился на шоссе Ирак — Кувейт, когда встретил грузовик, уничтоженный американской бомбардировкой. На снимке, сделанном Джареком, изображены обгоревшие останки иракского солдата с крайним выражением боли, запечатленным на его лице, его руки упали на стекло грузовика, когда он пытался выбраться.
Из-за своего страшного содержания, фотография Джарека была изъята из новостной ленты Ассошиэйтед Пресс. Агентство также препятствовало тому, чтобы фотография была показана в Соединенных Штатах. Фотография вызвала полемику в Великобритании после публикации в «Обозревателе».  Винсент Дж. Алабисо, бывший главный редактор Associated Press, сожалеет о своих действиях и говорит, что если изображение будет передано снова, он не будет подвергать его цензуре. Изображение можно посмотреть на сайте World Press Photo.